# Porphyronoorda
Porphyronoorda és un gènere monotípic d'arnes de la família Crambidae. Conté només una espècie, Porphyronoorda decumbens, que es troba a l'Índia.